# (38822) 2000 RY83
2000 RY83 (asteroide 38822) é um asteroide da cintura principal. Possui uma excentricidade de 0.08147520 e uma inclinação de 6.51032º.
Este asteroide foi descoberto no dia 1 de setembro de 2000 por LINEAR em Socorro.